# Ritual (musikalbum av The Black Dahlia Murder)
Ritual är det femte studioalbumet av det amerikanska death metal-bandet The Black Dahlia Murder, utgivet 2011 av skivbolaget Metal Blade Records.

## Låtlista
1. "A Shrine to Madness" – 4:41
2. "Moonlight Equilibrium" – 3:30
3. "On Stirring Seas of Salted Blood" – 4:42
4. "Conspiring with the Damned" – 3:44
5. "The Window" – 3:39
6. "Carbonized in Cruciform" – 4:46
7. "Den of the Picquerist" – 1:30
8. "Malenchanments of the Necrosphere" – 4:18
9. "The Grave Robber's Work" – 3:37
10. "The Raven" – 2:58
11. "Great Burning Nullifier" – 3:25
12. "Blood in the Ink" – 4:40

- Text: Trevor Strnad
- Musik: The Black Dahlia Murder

## Medverkande
Musiker (The Black Dahlia Murder-medlemmar)
- Trevor Strnad – sång
- Ryan Knight – gitarr
- Brian Eschbach – gitarr
- Bart Williams – basgitarr
- Shannon Lucas – trummor

Bidragande musiker
- Jannina (Jannina Norpoth) – stråkinstrument
- John-Paul Norpoth – stråkinstrument
- Eric Hoegemeyer – piano (spår 6)

Produktion
- Jason Suecof – producent, ljudtekniker, ljudmix
- Mark Lewis – producent, ljudtekniker
- Brian Slagel – producent
- Alan Douches – mastering
- Valnoir (Jean-Emmanuel Simoulin) – omslagsdesign, omslagskonst, foto